# Previž
Previž is een plaats in de gemeente Cerovlje in de Kroatische provincie Istrië. De plaats telt 88 inwoners (2001).